# Cor Scorpii
Cor Scorpii (с лат. — «Сердце скорпиона») — норвежская мелодик-блэк-метал-группа, образованная бывшими участниками группы Windir после смерти её главного вдохновителя Терье Баккена.

## История
Группа была сформирована в 2004 году Гауте Рефснесом (Gaute Refsnes), бывшим участником группы Windir. Cor Scorpii является альтернативным названием Антареса.
К Рефснесу присоединились двое бывших участников Windir Стиан Баккетейг и Йорн Хулен. Последний ушёл в 2005 году, но в том же году к группе присоединились Томас С. Эвстедаль (Thomas S. Øvstedal), Рюне Шётхун (Rune Sjøthun) и Инге Джонни Ломхейм (Inge Jonny Lomheim). Этот состав выпустил демо «Attergangar».
В конце 2006 года в группу влился барабанщик Уле «Варгон» Нурсве (Ole «Vargon» Nordsve). В июле 2007 года группа начала запись первого альбома, который был выпущен 26 марта 2008 года.
В музыкальном плане Cor Scorpii во многом продолжает традиции звучания Windir, но музыка группы имеет свой оригинальный оттенок: фолковые влияния уступили место влияниям из мира классической музыки.

## Состав

### Нынешний состав
- Томас С. Эвстедаль (Thomas S. Øvstedal) — вокал
- Стиан Баккетейг (Stian Bakketeig) — гитара
- Рюне Шётхун (Rune Sjøthun) — ритм-гитара
- Инге Джонни Ломхейм — бас-гитара
- Гауте Рефснес — клавишные
- Уле «Варгон» Нурсве (Ole «Vargon» Nordsve) — ударные

### Бывшие участники
- Йорн Хулен (Jørn Holen) — ударные (2004—2005)

## Дискография
- Attergangar (демо), 2005
- Monument, 2008
- Ruin, 2018